# Yahya Kalley
Yahya Kalley (Oxie, 20 marzo 2001) è un calciatore svedese, difensore dell'IFK Norrköping.

## Carriera

### Club
Cresciuto calcisticamente nelle giovanili di BK Vången e Malmö FF, nel 2020 viene acquistato dall'IFK Göteborg, firmando un contratto di due anni e mezzo. Il 10 settembre successivo debutta nell'Allsvenskan, la massima serie del campionato svedese, nella gara persa in casa per 0-4 contro l'Hammarby. Pochi giorni dopo, il 17 settembre, esordisce anche nelle competizioni europee, seppur nei turni preliminari. Infatti viene schierato nella sconfitta in casa per 1-2 contro il Copenaghen, nel secondo turno preliminare dell'Europa League. Nell'agosto del 2021 si trasferisce al Groningen, società olandese militante in Eredivisie.
Nei Paesi Bassi tuttavia Kalley non trova molto spazio, così nel febbraio 2023 torna in Svezia con il prestito all'IFK Norrköping, accordo valido fino all'inizio del mese di luglio con anche un'opzione di acquisto, poi esercitata.

### Nazionale
Ha giocato nelle nazionali giovanili svedesi Under-19 ed Under-21.

## Statistiche

### Presenze e reti nei club
Statistiche aggiornate al 26 agosto 2022.
| Stagione            | Squadra             | Campionato          | Campionato | Campionato | Coppe nazionali | Coppe nazionali | Coppe nazionali | Coppe continentali | Coppe continentali | Coppe continentali | Altre coppe | Altre coppe | Altre coppe | Totale | Totale |
| Stagione            | Squadra             | Comp                | Pres       | Reti       | Comp            | Pres            | Reti            | Comp               | Pres               | Reti               | Comp        | Pres        | Reti        | Pres   | Reti   |
| ------------------- | ------------------- | ------------------- | ---------- | ---------- | --------------- | --------------- | --------------- | ------------------ | ------------------ | ------------------ | ----------- | ----------- | ----------- | ------ | ------ |
| set.-dic. 2020      | IFK Göteborg        | A                   | 9          | 0          | CS              | 1               | 0               | UEL                | 1                  | 0                  |             | -           | -           | 11     | 0      |
| gen.-ago. 2021      | IFK Göteborg        | A                   | 8          | 0          | CS              | 1               | 0               |                    | -                  | -                  |             | -           | -           | 9      | 0      |
| Totale IFK Göteborg | Totale IFK Göteborg | Totale IFK Göteborg | 17         | 0          |                 | 2               | 0               |                    | 1                  | 0                  |             | -           | -           | 20     | 0      |
| 2021-2022           | Groningen           | ED                  | 4          | 0          | CS              | 0               | 0               |                    | -                  | -                  |             | -           | -           | 4      | 0      |
| 2022-2023           | Groningen           | ED                  | 1          | 0          | CS              | 0               | 0               |                    | -                  | -                  |             | -           | -           | 1      | 0      |
| Totale carriera     | Totale carriera     | Totale carriera     | 22         | 0          |                 | 2               | 0               |                    | 1                  | 0                  |             | -           | -           | 25     | 0      |